# North East (Pensilvânia)
North East é um distrito localizado no estado norte-americano de Pensilvânia, no Condado de Erie.

## Demografia
Segundo o censo norte-americano de 2000, a sua população era de 4601 habitantes.
Em 2006, foi estimada uma população de 4302, um decréscimo de 299 (-6.5%).

## Geografia
De acordo com o United States Census Bureau tem uma área de
3,4 km², dos quais 3,4 km² cobertos por terra e 0,0 km² cobertos por água. North East localiza-se a aproximadamente 243 m acima do nível do mar.

## Localidades na vizinhança
O diagrama seguinte representa as localidades num raio de 24 km ao redor de North East.